# Bandeira de Salesópolis
A Bandeira municipal de Salesópolis foi instituída pela lei municipal nº 166, de 30 de dezembro de 1952.
Em 1952 o Prefeito Pedro Rodrigues de Camargo Neto promulgou a Lei nº 116, que instituiu a Bandeira do Município de Salesópolis.

## Significados[1]
- A cor verde representa as matas, campinas e os prados
- A cor amarela representa a riqueza econômica
- A cor vermelha representa o sangue do Expedicionário Salesópolis, derramado no ultramar de defesa dos princípios democráticos
- A cor branca representa a paz e concórdia, um ambiente sobre o qual se alicerça a prosperidade Salesopolense.
- O quadrilátero azul, representa a hospitalidade de gente Salesopolense.
- Os contornos em vermelho da carta geográfica Brasileira representam os sentimentos de Brasilidade e amor ao Brasil, em cuja defesa o sangue Salesopolense não será regateado.
- A estrela dourada do quadrilátero, representa o Estado de São Paulo líder da nação, ao qual tem o município a ditosa ventura de pertencer.
- As 26 estrelas da faixa branca representa os 26 bairros do Município.